# Shenzhen Open 2016
Lo Shenzhen Open 2016 è un torneo di tennis giocato all'aperto sul cemento. È la 4ª edizione dello Shenzhen Open, che fa parte della categoria International nell'ambito del WTA Tour 2016. Si gioca allo Shenzhen Longgang Tennis Centre di Shenzhen in Cina, dal 2 al 9 gennaio 2016.

## Partecipanti

### Teste di serie
| Giocatrice  | Nazionalità         | Ranking* | Testa di serie |
| ----------- | ------------------- | -------- | -------------- |
| Polonia     | Agnieszka Radwańska | 5        | 1              |
| Rep. Ceca   | Petra Kvitová       | 6        | 2              |
| Romania     | Irina-Camelia Begu  | 31       | 3              |
| Romania     | Monica Niculescu    | 39       | 4              |
| Regno Unito | Johanna Konta       | 48       | 5              |
| Canada      | Eugenie Bouchard    | 49       | 6              |
| Kazakistan  | Zarina Diyas        | 52       | 7              |
| Germania    | Annika Beck         | 58       | 8              |

* Ranking al 28 dicembre 2015.

### Altre partecipanti
Giocatrici che hanno ricevuto una wildcard per il tabellone principale:
- Irina Chromačëva
- Duan Yingying
- Zhang Shuai

Giocatrici passate dalle qualificazioni:

- Nicole Gibbs
- Yaroslava Shvedova
- Tereza Smitková
- Zhang Kailin

Giocatrice entrata come lucky loser:
- Stefanie Voegele

Giocatrice entrata usando il ranking protetto:
- Vania King

## Punti e montepremi
| Torneo              | Torneo              | V       | F      | SF     | QF    | 2T    | 1T    | Q  | Q2    | Q1    |
| Singolare femminile | Punti               | 280     | 180    | 110    | 60    | 30    | 1     | 18 | 12    | 1     |
| Singolare femminile | Premi in denaro ($) | 111.163 | 55.323 | 29.730 | 8.934 | 4.928 | 3.199 | –  | 1.852 | 1.081 |
| Doppio femminile    | Punti               | 280     | 180    | 110    | 60    | -     | 1     | –  | –     | –     |
| Doppio femminile    | Premi in denaro ($) | 17.724  | 9.222  | 4.951  | 2.623 | -     | 1.383 | –  | –     | –     |

## Campionesse

### Singolare
Agnieszka Radwańska ha sconfitto in finale  Alison Riske con il punteggio di 6-3, 6-2.
- È il diciottesimo titolo in carriera per la Radwanska, il primo della stagione.

### Doppio
Vania King e  Monica Niculescu hanno sconfitto in finale  Xu Yifan e  Zheng Saisai per 6-1, 6-4.